# Margaret duPont
Margaret Osborne duPont (Joseph, 4 de março de 1918 – El Paso (Texas), 24 de outubro de 2012) foi uma tenista estadunidense. 
Dupont venceu 37 títulos de Grand Slam, entre simples, duplas e duplas-mistas, sendo a quarta maior vencedora em todos os tempos.
Ela, Chris Evert, Martina Navratilova, Steffi Graf e Rafael Nadal são os únicos tenistas a obter o chamado Década Slam do tênis. Ou seja, ganhar durante dez anos consecutivos pelo menos um dos torneio do Grand Slam por temporada. Não precisa ser o mesmo torneio do Grand Slam, mas tem que ser obrigatoriamente durante dez anos consecutivos e só em simples, duplas ou duplas mistas. No caso de Margaret Osborne Dupont, ela conseguiu uma Década Slam de 1941 a 1950 nas Duplas.
Integra o International Tennis Hall of Fame desde 1967.